# Viação Lira
A Viação Lira, também conhecida como LiraBus, é uma empresa brasileira de transporte rodoviário de passageiros fundada na cidade de Campinas, estado de São Paulo no ano de 1988. Pertence ao Grupo Belarmino.
Com a incorporação da Viação Caprioli ao Grupo Belarmino em 2010, a empresa recebeu o nome atual de LiraBus, mudando completamente sua identidade visual e suas cores (de azul e branca para vermelho e preto). Esta nova logomarca foi criada pelo designer Paulo Gandolfo, sob a supervisão da própria diretoria da empresa, sendo fortemente inspirado na companhia norte-americana BoltBus.
A LiraBus atua em diversas cidades do interior paulista como Campinas, Limeira, Rio Claro, Valinhos, Vinhedo, Jundiaí dentre outras, interligando-as a capital paulista. A empresa também atende nos aeroportos de Congonhas, Viracopos e Guarulhos. Em média, a LiraBus transporta cerca de 108 mil passageiros por mês.